# Барберино Вал д'Елса
Барберѝно Ва̀л д'Ѐлса (на италиански: Barberino Val d'Elsa) е малко градче в централна Италия, община Барберино Таварнеле, провинция Флоренция, регион Тоскана. Разположено е на 363 m надморска височина.